# Opponenz
Opponenz oder Widersachertum ist in der Populationsökologie ein selten benutzter Ausdruck für die gegensätzliche Beziehung zwischen zwei Populationen, bei der allgemein die Entwicklung des einen Organismus begünstigt, die des anderen gehemmt wird. Diese Definition umfasst im Speziellen die Beziehung zwischen Räubern (Prädatoren) und deren Beutetieren, die Räuber-Beute-Beziehung, aber auch die Beziehung zwischen Parasiten und deren Wirten (sog. Parasitismus). Im weiteren Sinne erstreckt sich der Begriff ebenso auf Infektionserreger und deren Wirte. Sinngemäß können, darüber hinausgehend, unter Opponenten auch jede Art von Konkurrenten,  zwischen den Arten wie innerhalb einer Population, verstanden werden.  Opponenten können einen erheblichen Einfluss auf die Entwicklung der Abundanz, also der Häufigkeit einer Population innerhalb eines Habitats nehmen.
Wird ein Lebewesen von mehreren Opponenten angegriffen, spricht man auch von multipler Opponenz. Beispielsweise kann eine Feldmaus von einem Fuchsbandwurm befallen sein, während sie gleichzeitig mit einem Virus infiziert ist und von einem Steinkauz gefressen wird.